# Sanna (Inn)
Die Sanna ist ein ca. 7 Kilometer, mit dem Quellfluss Rosanna rund 49 Kilometer langer linker Nebenfluss des Inns in Tirol.

## Verlauf
Die Sanna entsteht aus dem Zusammenfluss der längeren Rosanna und der wasserreicheren Trisanna bei Schloss Wiesberg (Gemeinde Tobadill). Die Rosanna fließt, vom Verwall kommend, durch das Stanzertal, die Trisanna entspringt in der Silvretta und durchfließt das Paznaun. Die Sanna fließt zunächst in nördlicher bis nordöstlicher, dann in östlicher Richtung durch das untere Stanzertal und mündet bei Landeck in den Inn. An der Sanna liegen die drei Orte Pians, Grins und Landeck. Sie nimmt in ihrem Verlauf drei größere Zuflüsse auf: von links den Lattenbach bei Pians und den Mühlbach bei Grins sowie von rechts den Flathbach bei Pians.

## Einzugsgebiet

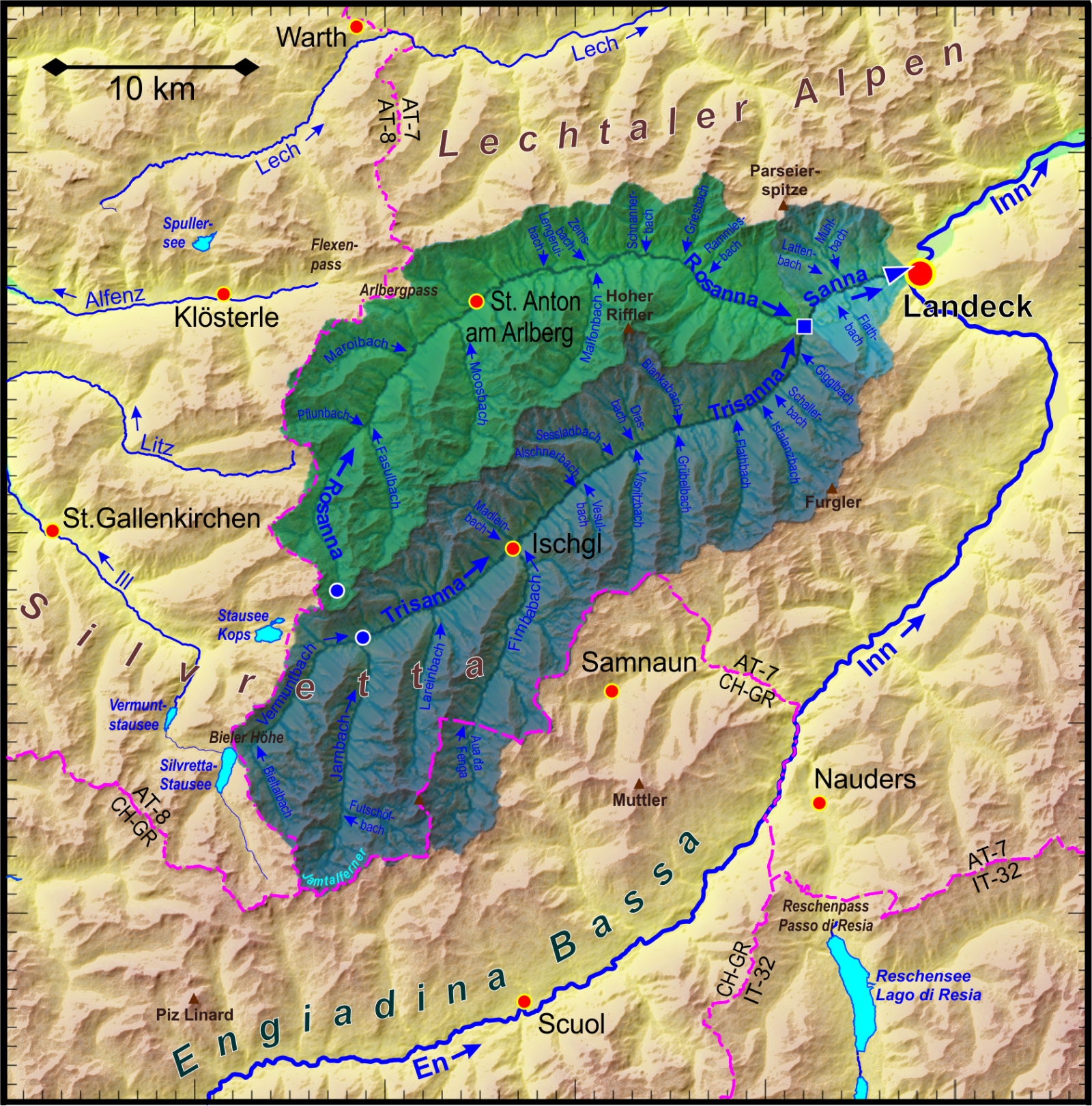
Orografisches Einzugsgebiet der Sanna. Die Teileinzugsgebiete der Rosanna und Trisanna sind farblich unterschieden.

Das natürliche Einzugsgebiet der Sanna beträgt 727,7 km². Durch die Ableitung zahlreicher Zuflüsse von Rosanna und Trisanna in den Silvretta-Stausee bzw. den Speicher Kops wird das hydrologisch wirksame Einzugsgebiet um 163,8 km² verringert. Da dieses Wasser über die europäische Hauptwasserscheide hinweg geleitet wird, werden auch die wirksamen Einzugsgebiete von Donau und Rhein um diesen Betrag verringert bzw. vergrößert.
Die mittlere Höhe des Einzugsgebietes beträgt 2200 m ü. A., der höchste Punkt ist das Südliche Fluchthorn mit 3399 m ü. A.
Im Einzugsbereich der Sanna befinden sich 67 Gletscher mit einer Gesamtfläche von 15,48 km², was einem Vergletscherungsgrad von 2,1 % entspricht (Stand 2002). Der Großteil der Gletscherabflüsse wird aber in die Speicherseen abgeleitet, nur 19 Gletscher bleiben dem Abflussregime der Sanna erhalten.

## Wasserführung

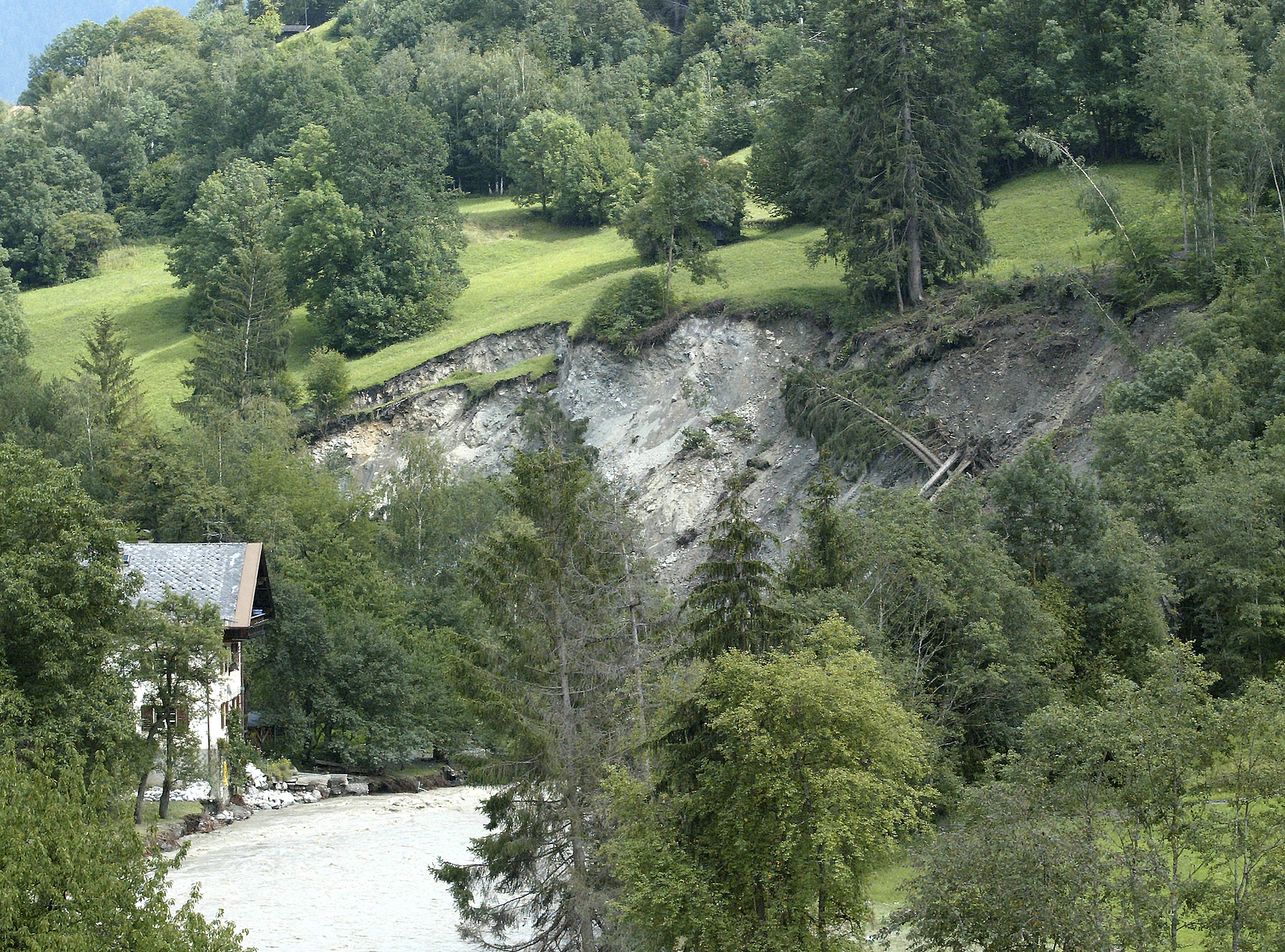
Hangrutsch am Sannaufer 2005

Der mittlere Abfluss am Pegel Landeck-Bruggen beträgt 20,0 m³/s, was einer Abflussspende von 35,5 l/s·km² entspricht. Bezogen auf das ungeschmälerte Einzugsgebiet ergibt sich ein natürlicher mittlerer Abfluss der Sanna von mehr als 26 m³/s. Die Sanna weist ein nivales Abflussregime auf, dass durch die Schneeschmelze in den höheren Lagen des Einzugsgebietes dominiert wird. Die Gletscher haben aufgrund der Ausleitungen nur einen geringen Einfluss. Das Monatsmittel des abflussreichsten Monats Juni beträgt mit 50,8 m³/s rund das Zehnfache des abflussärmsten Monats Februar mit 5,31 m³/s.
Ergiebige Niederschläge im Einzugsgebiet und eine hoch liegende Schneefallgrenze führten im August 2005 zum bislang größten registrierten Hochwasserereignis mit einem Abflussmaximum von 491 m³/s, mehr als dem Doppelten des bis dahin gemessenen Höchstwertes. Während die Schäden im Bereich der Sanna vergleichsweise gering waren, kam es sowohl durch Rosanna und Trisanna, als auch innabwärts zu massiven Überflutungen (Alpenhochwasser 2005).

## Umwelt
Die Sanna weist einen sehr guten bis guten, im Stadtgebiet von Landeck einen mäßigen ökologischen Zustand auf. Die Sohle ist nur punktuell, die Ufer sind auf weiten Strecken verbaut. Der Fluss wird in Gewässergüteklasse I-II eingestuft (Stand 2005).

## Nutzung

### Wasserkraftwerk
An der Sanna wird ein Wasserkraftwerk mit einer Leistung von ca. 83 Gigawattstunden und einer Fallhöhe von 105 Metern geplant.

### Wildwassersport

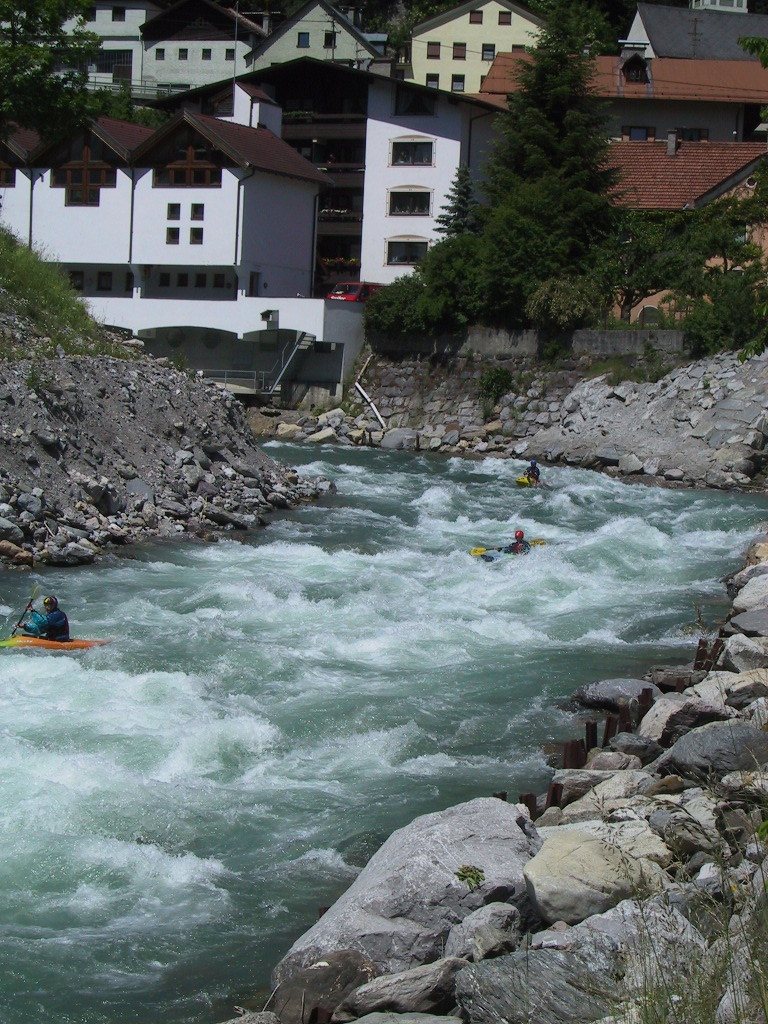
Kajakfahrer auf der Sanna

Die Sanna ist ein gefällstarker, schwer verblockter Fluss. Für Rafting- und Kajaksportler ist deshalb der Schwierigkeitsgrad, trotz der deutlich geringeren Wasserführung, um einiges höher als der des Inn. Auf einer Strecke von sechs Kilometern wechseln sich kurze harte Wellen pausenlos mit schweren Brechern und Walzen ab, während gleichzeitig der freie Lauf des Wassers durch unregelmäßig mitten im Stromzug liegende Felsbrocken und Querriegel gehemmt wird.
Im Jahr 1996 fand auf der Sanna die Weltmeisterschaft im Kanu-Wildwasserrennsport statt.